# Languevoisin-Quiquery
Languevoisin-Quiquery ist eine französische Gemeinde mit 193 Einwohnern (Stand 1. Januar 2022) im Département Somme in der Region Hauts-de-France. Die Gemeinde gehört zum Kanton Ham und ist Teil des Gemeindeverbandes Est de la Somme.

## Geographie
Die Gemeinde, die sich aus den Ortsteilen Languevoisin und Quiquery (im Osten) zusammensetzt,  erstreckt sich, im Südosten an Nesle anschließend, bis zum Canal du Nord. Sie wird von Nesle durch das Flüsschen Ingon getrennt.

## Geschichte
Languevoisin ist eine Verballhornung von Lande (Land) und voisin (benachbart, d. h. zur Burg der Herren von Nesle). Über den Ingon erfolgten wiederholt kriegerische Angriffe.
Im Ersten Weltkrieg wurde die agrarisch geprägte Gemeinde weitgehend zerstört. Sie erhielt als Auszeichnung das Croix de guerre 1914–1918.

## Einwohner

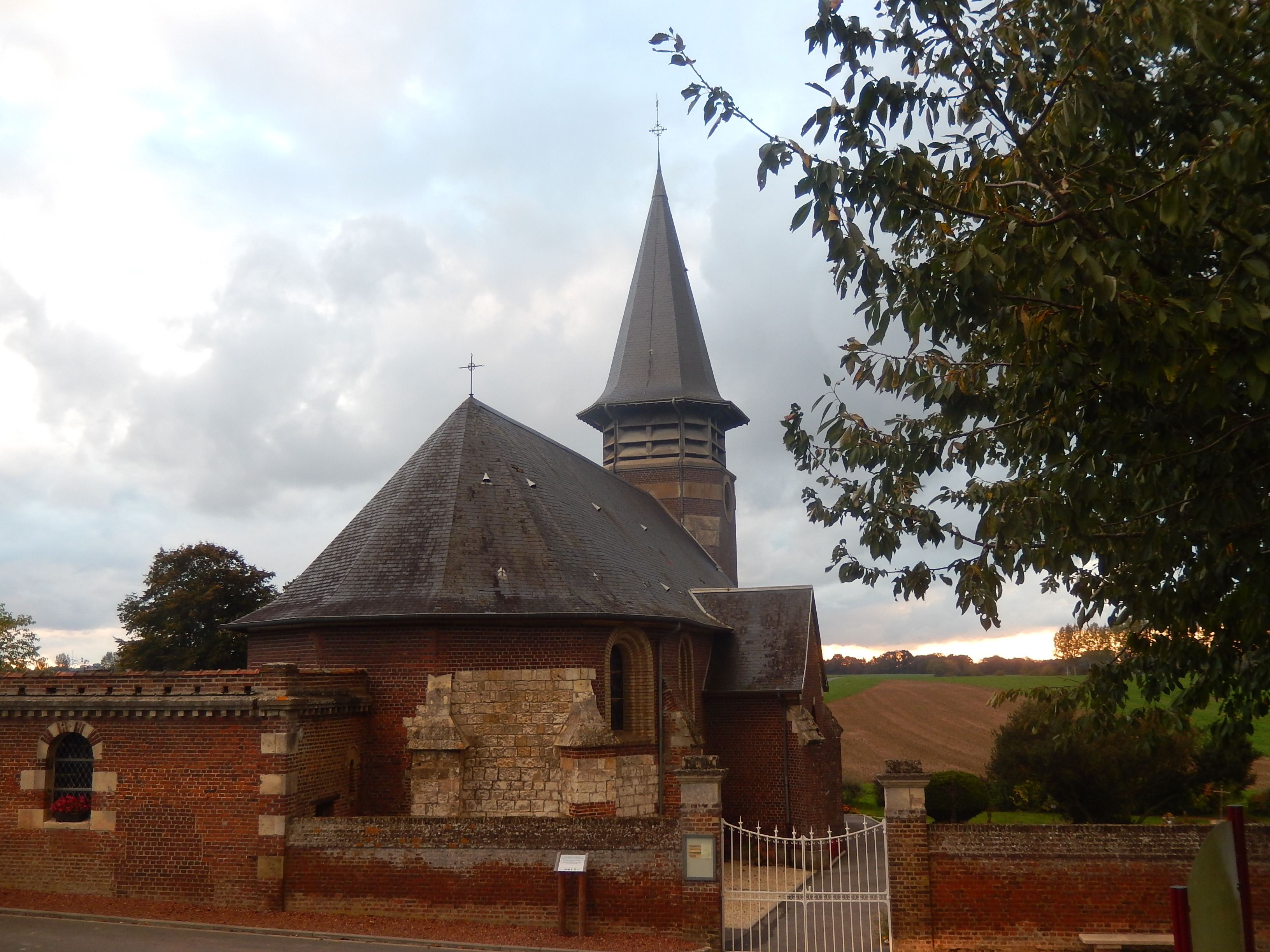
Kirche Mariä Geburt

| 1962 | 1968 | 1975 | 1982 | 1990 | 1999 | 2006 | 2018 |
| ---- | ---- | ---- | ---- | ---- | ---- | ---- | ---- |
| 204  | 211  | 211  | 215  | 206  | 211  | 212  | 200  |